# Ainhoa Arteta

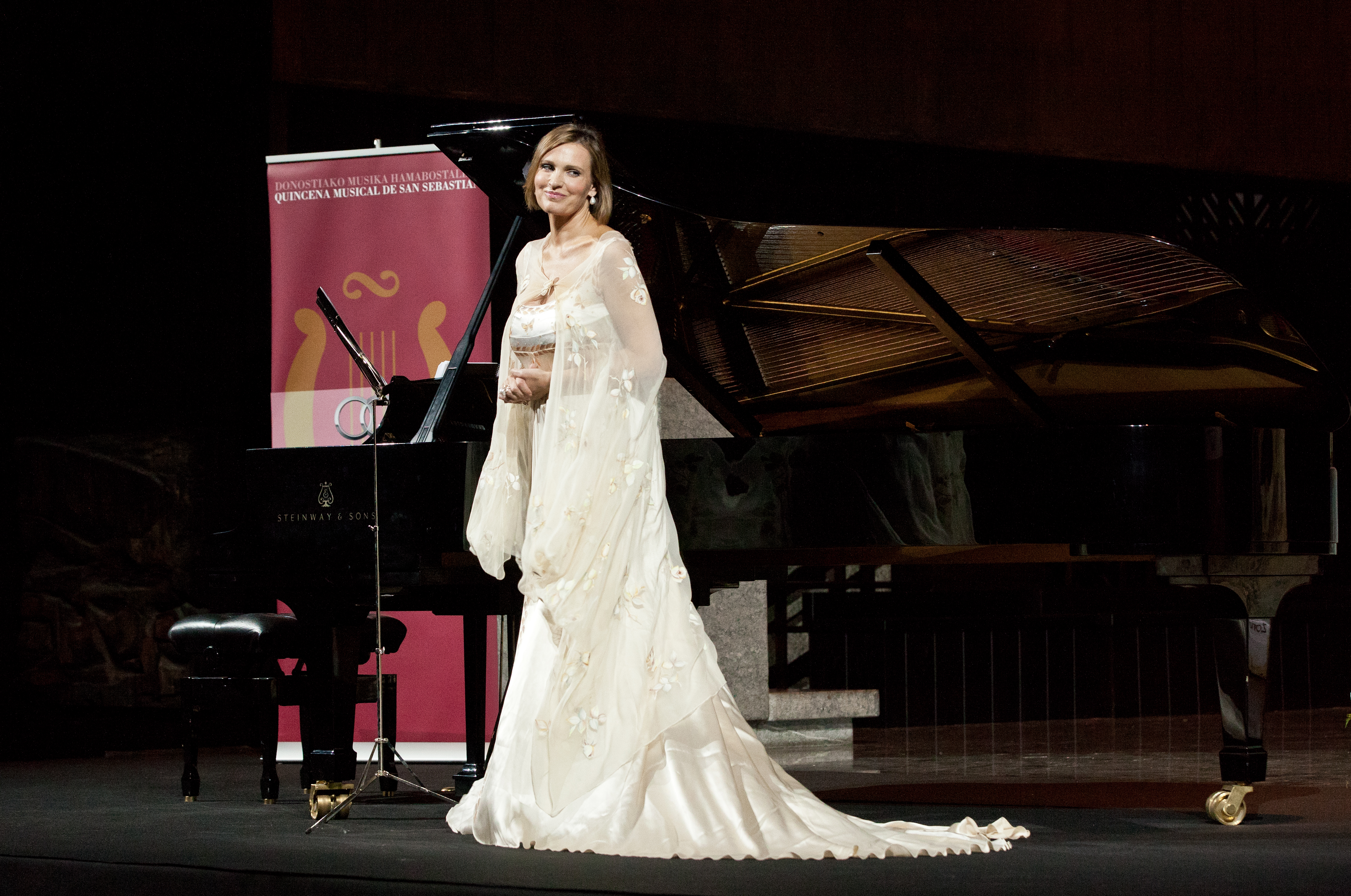
Arteta beim Quincena Musical im August 2013

Ainhoa Arteta Ibarrolaburu, besser bekannt als Ainhoa Arteta (* 24. September 1964 in Tolosa, baskische Provinz Gipuzkoa), ist eine spanische Sopranistin.

## Privatleben und Ausbildung
Ihr Vater, José Ramón Arteta, war Gründer und Leiter der Coral Eresoinka und sie wuchs somit in einem musikalischen Umfeld auf. Im Alter von 12 Jahren trat sie in das Konservatorium von San Sebastián ein. Der Dirigent des dortigen Orchesters, Jacques Bodmer, ehemaliger Chefdirigent des Argentinischen Nationalen Symphonieorchesters, war ein Freund ihres Vaters und sah sie, nachdem sie sie singen gehört hatte, nach einem Examen bei Ettore Campogalliani in Italien im Alter 18, bevor er mit einem Stipendium der Provinzregierung von Gipuzkoa nach New York City zog, um am Actors Studio zu studieren. 2003 überarbeitete sie ihre Stimme unter Ruth Falcon. Sie heiratete am 20. April 1998 den Bariton Dwayne Croft, mit dem sie eine Tochter, Sarah, hatte. Sie ließen sich 2003 scheiden. Am 1. Juli 2013 heiratete sie heimlich den Springreiter Jesús Garmendia in Fuenterrabia. 2010 brachte sie ihren Sohn Íker zur Welt. Sie und ihr Partner haben sich 2016 getrennt. Im April 2021 gab sie bekannt, dass sie vorübergehend auf einen Rollstuhl angewiesen sein würde, nachdem sie sich im Februar 2021 während der Pandemie mit COVID-19 infiziert hatte.

## Professionelle Karriere
Ihr Operndebüt gab sie 1990 als Clorinda in Rossinis La Cenerentola mit der Palm Beach Opera Company in einer Produktion des Teheranier Produzenten Bijan Ahsefjah. Sie ersetzte die Sopranistin, die einige Tage vor der Premiere abgesagt hatte und die Rolle schnell lernen musste, da sie der Oper in ihrer Begeisterung erzählt hatte, dass sie die Rolle kenne, obwohl dies nicht der Fall war.
Ihre Kritiken waren gemischt: „Ainhoa Arteta und Maureen Taylor boten als böse Stiefschwestern ziemlich helle, agile Stimmen, konnten aber nicht voll projizieren und verpassten Gelegenheiten, ihre Musik zu beleben“, so der Sun Sentinel. Nachdem sie 1993 die Metropolitan Opera National Council Auditions gewonnen hatte, debütierte sie im Oktober 1994 als Mimì in La Bohème am Metropolitan Opera House. Weitere Met-Auftritte umfassen Rollen als Violetta in La Traviata, die Gräfin Olga Sukarev in Giordanos Fedora mit Plácido Domingo und Mirella Freni, Micaela in Carmen, Musetta in Bohème und Thérèse/Die Wahrsagerin in Poulencs Les mamelles de Tirésias unter der Leitung von Levine.
Ihr erster Londoner Auftritt war 1999 bei einem Konzert mit Plácido Domingo in der Barbican Hall, organisiert vom Royal Opera House, Covent Garden. 2002 sang sie Musetta mit Ramón Vargas als Rodolfo und Cristina Gallardo-Domâs als Mimì. Ihren ersten Auftritt in der New Yorker Carnegie Hall hatte sie mit Dolora Zajick und Plácido Domingo, mit denen sie regelmäßig bei Konzertauftritten in mehreren Ländern zusammenarbeitet, darunter Spanien, USA, Brasilien, Frankreich, Türkei, England, Deutschland, Österreich und Libanon. Weitere wichtige Spielorte für ihre Opernaufführungen sind das Kennedy Center Opera House (Washington Opera), die Mailänder Scala, das Teatro di San Carlo in Neapel, die Arena di Verona, die Bayerische Staatsoper in München, Stopera (Niederländische Oper), Graz Opera, das Opernhaus San Francisco und der Palacio de Bellas Artes in Mexiko.
Auch ihre Aufführungen von Liedern, Liedern und Zarzuela sind anerkannt. Sie sang mit dem Orchester von Cadaqués unter der Leitung von Sir Neville Marriner, mit Michael Tilson Thomas und dem New World Symphony Orchestra.
Sie hat mit ihrem ehemaligen Ehemann Dwayne Croft gespielt und aufgenommen.
Unter anderem erhielt sie den Concours International de Voix d’Opera Plácido Domingo (Paris, 1993).
Im Dezember 2008 gab sie eine Reihe von Liederabenden, begleitet von Malcolm Martineau.
2009 erschien ihr Debüt-Klassik-Pop-Album La Vida.

## Aufnahmen
- 1999: En Concierto – Ainhoa Arteta und Dwayne Croft mit dem Orquestra Sinfonica de Castilla y Léon, Bragado Darman, Dir. RTVE MUSICA 65126 – live aufgenommen am 9. August 1999 im Palacio de los Festivales in Kantabrien, Spanien[31]
- 1999: La Rondine – Magda – Washington Opera, Decca DVD
- La Vida 2009